# Miss Slovenije 2017
Miss Slovenije 2017 je bilo lepotno tekmovanje, ki je potekalo 9. septembra 2017 na Gospodarskem razstavišču v Ljubljani.
Prireditev sta vodila Miha Brajnik in Nina Osenar. Prenašal ga je Planet TV. Finalistke so izbrali na regionalnih in polfinalnih tekmovanjih. Organizatorka je bila Jelka Verk.
Miss fotogeničnosti so izbrali glasovalci na Facebooku. Miss osebnosti so izbrale tekmovalke.

## Finale

### Uvrstitve
- Zmagovalka in miss osebnosti Maja Zupan, 17 let, dijakinja, Britof pri Kranju
- 1. spremljevalka in miss revije NOVA Lana Krajnc, 19 let, študentka, Maribor
- 2. spremljevalka in miss Slovenskih novic Patricija Finster, 23 let, študentka, Police pri Gornji Radgoni
- Miss fotogeničnost Nina Dolić, 18 let, predšolska vzgojiteljica, Lucija

Vir

### Zabavni program
Nastopili so Saša Gačnik – Svarogov, Nuška Drašček, raper Zlatko, Žan Serčič, Leja Veneti in plesna skupina Jaydance studio z društvom Sonček Celje.

### Sponzorji
Tekmovalke so v treh izhodih predstavile znamke Puppa, Alpina, Nancy Beachwear in The Lie by JPZ.
Za lase in make-up so skrbeli Mateja Kavčnik, Petra Kodela in Zoran HairSpa iz Celja. Fotograf je bil Grega Eržen.

### Kritika prireditve
O tekmovanju je bila izrečena opazka, da to "še kar obstaja" in da je verjetno, da ljudje nimajo pojma o njem. Kljub poudarjanju pomena lokalnih izdelkov tako na Kitajskem, kot v Sloveniji, je bil na miss sveta predstavljen prestižni nakit, tekmovalke pa so se fotografirale ob luksuznih avtomobilih.

## Miss sveta 2017
Svetovni izbor je bil 18. novembra v letovišču Sanya na Kitajskem.